# Юрты (Слободо-Туринский район)
Юрты — деревня в Слободо-Туринском районе Свердловской области России, входит в состав Ницинского сельского поселения.

## Географическое положение
Деревня Юрты муниципального образования «Слободо-Туринского района» Свердловской области расположено в 18 километрах (по автотрассе в 30 километрах) к западу-юго-западу от села Туринская Слобода, на левом берегу реки Ница при впадении в неё реки Яртакуст.

## Этимология
Название «юрта» — заимствовано из тюркских языков, где «йурт» — «место жительства», «стоянка», «жилище».

## История деревни
Деревня была основана вогулами. К концу XIX века население перешло в ислам, в селе имелась мечеть, но население еще числилось вогулами.

## Население
| 2002 | 2010 | 2021 |
| ---- | ---- | ---- |
| 186  | ↘181 | ↘134 |